# 인 블룸 (2013년 영화)
《인 블룸》(프랑스어: Grzeli nateli dgeebi, 영어: In Bloom)은 프랑스에서 제작된 시몬 그로스 감독의 2013년 드라마 영화이다. 리카 바블루아니 등이 주연으로 출연하였다. 이 영화는 제63회 베를린 국제영화제에서 초연되어 C.I.C.A.E 상을 받았다. 제86회 아카데미상에서 조지아 자격으로 외국어 부문에 출품되었다.

## 줄거리
나티아와 에카는 1992년 즈비아드 감사후르디아 대통령이 축출된 이후, 조지아 내전이 한창인 트빌리시에서 살아가는 열네 살 소녀이자 절친한 친구들이다. 나티아는 보다 활발하고 외향적인 성격을 지녔으나, 알코올 중독자이자 폭력적인 아버지 밑에서 자라고 있다. 에카는 어머니와 언니와 함께 살며, 아버지는 수감 중이다.
나티아에게는 그녀에게 관심을 보이는 소년이 두 명 있다. 코테와 라도이다. 라도는 모스크바에 있는 삼촌을 방문하기 위해 떠나기 전, 나티아에게 한 발만 장전된 권총을 선물한다. 나티아는 이 선물이 라도가 자신을 보호하려는 뜻에서 준 것이라 여기며 감명을 받는다. 이후 에카가 귀가 도중 두 명의 소년에게 괴롭힘을 당하는 것을 목격한 나티아는 권총을 그녀에게 억지로 쥐어주며, 폭력만이 그들이 이해하는 유일한 언어라고 말한다. 그러나 귀가하던 에카는 다른 두 소년이 자신을 괴롭히던 소년 중 한 명인 코플라를 폭행하는 장면을 목격하게 된다. 처음에는 무시하고 지나치려다 결국 권총을 꺼내어 그들을 위협한다.
얼마 후 나티아가 빵을 사러 가는 길에 코테와 그의 친구들에게 붙잡혀 차에 끌려가는 사건이 발생한다. 에카가 이를 막으려 하지만 실패하고, 어른들이 아무런 도움도 주지 않는 데 분노하여 그들에게 욕설을 퍼붓는다. 결국 한 남성이 에카를 때린다. 이후 에카는 친구의 결혼식에 참석하지만, 그녀의 상황에 대해 씁쓸함을 감추지 못한다. 에카는 자신이 코플라에게 권총을 사용한 사실을 말하지 않은 채, 그것을 다시 나티아에게 돌려준다.
결혼 초반의 망설이는 듯한 행복감은 곧 사라지고, 나티아는 에카를 찾아와 학교에 다니고 싶다는 그리움과 함께, 친구들과의 교류를 막는 시댁 식구들에 대한 불만을 토로한다. 생일파티 계획이 무산된 후, 나티아는 몰래 외출하여 에카와 함께 외할머니 댁에서 하루를 보내고, 그곳에서 라도와 재회한다. 하지만 이를 알게 된 남편 코테는 질투심에 사로잡혀 나티아를 데려가고, 곧 그의 친구들과 함께 라도를 공격하여 칼로 찔러 살해한다.
라도의 죽음을 들은 나티아는 분노에 휩싸여 권총을 찾으려 하지만, 에카가 그녀의 집에 먼저 도착하여 권총을 숨기고 그녀를 진정시킴으로써 나티아가 코테를 죽이는 일을 막는다. 이후 두 사람은 함께 연못으로 가서 권총을 물속에 던져버린다. 이후, 아버지를 한 번도 면회하지 않았던 에카는 혼자서 감옥을 찾아간다.

## 출연

### 주연
- 리카 바블루아니
- 마리암 보케리아

### 조연
- 주라브 고가라드제